# جالوت (روستا)
جالوت (به لاتین: Calut) یک منطقه مسکونی در جمهوری آذربایجان است که در شهرستان اغوز واقع شده‌است. جالوت ۱۰۱۶ نفر جمعیت دارد.